# Велика награда Абу Дабија 2021.
Велика награда Абу Дабија 2021. (званично позната као енгл. Formula 1 Etihad Airways Abu Dhabi Grand Prix 2021) је била трка Формуле 1 одржана 12. децембра 2021. на стази Јас Марина у Абу Дабију, Уједињени Арапски Емирати. Трка која је трајала 58 кругова, била је двадесет друга и последња рунда светског шампионата Формуле 1 2021. Трка је одлучила и за возачко и за конструкторско првенство. Макс Верстапен и Луис Хамилтон су имали по 369,5 поена пре трке. Верстапен је победио у последњем кругу трке престигавши ривала за титулу Хамилтона, након контроверзног поновног покретања сигурносног возила у последњим тренуцима трке. ФИА треба да спроведе интерну истрагу о поновном покретању сигурносног аутомобила са циљем да побољша процедуре како би се избегле понављање контроверзних околности.
Са Верстапеновом победом, освојио је први светски шампионат возача Формуле 1 у својој каријери са осам бодова у односу на Хамилтона, а Ред бул прво од 2013. Мерцедес је освојио осми узастопни светски шампионат конструктора у Формули 1, чиме је поставио нови рекорд. Велика награда је такође била последња трка за светског шампиона 2007. Кимија Рејкенена. 42-годишњи Финац се повукао из спорта након две деценије каријере која је обухватала 349 трка.

## Позадина
Првобитно је требало да се трка одржи 5. децембра, али је померена након одлагања Велике награде Аустралије због пандемије ковид19.

### Реконструкција стазе
Јас Марина је прошла кроз реконструкцију која је скратила стазу и очекивано време круга како би се повећале максималне брзине и могућности претицања. Шикана после 4. скретања је уклоњена, а укосница 5. скретања (која је била 7. пре реконструкције) је проширена. Низ скретања од 11. до 14. кривине постао је један нагиб кривине 9. Радијус скретања од 12. до 15. кривине (раније од 17. до 20.) је повећан да би се омогућило аутомобилима да носе већу брзину, са променама у кривини 15 које су омогућавале аутомобилима да прођу равно кроз кривину.

### Учесници
Возачи и тимови су у почетку били исти као на листи за пријаву сезоне без додатних резервних возача за трку. Џек Ејткин је возио за Вилијамс на првом тренингу, уместо Џорџа Расела. Никита Мазепин се повукао пре трке пошто је био позитиван на корона вирус, али га резервни возач Пјетро Фитипалди није заменио јер није учествовао на тренингу пре трке.
Ова Велика награда је била последња трка Формуле 1 за светског шампиона 2007. Кимија Рејкенена, који је најавио своју намеру да се повуче на крају шампионата, окончавши своју каријеру у Формули 1 после 19 сезона. То је такође означило последњу трку за Антонија Ђовинација, који треба да пређе у Формулу Е, и последње трке за Џорџа Расела и Валтерија Ботаса у Вилијамсу и Мерцедесу, пошто прелазе у Мерцедес и Алфа Ромео. Ботас се за ту прилику тркао са специјалном кацигом, са фотографијама свих тренутака које је провео у Мерцедесу, а носио је и посебан плави тркачки комбинезон. Ова трка је уједно означила и последњу трку за Хонду, пошто је јапанска компанија обуставила испоруку мотора за Ред бул и Алфа Таури тимове, иако ће пружити помоћ Ред бул јединици, који преузимају снабдевање мотора.

### Пласман у шампионату пре трке и промене титуле
Ривал за титулу Макс Верстапен (Ред бул) и Луис Хамилтон (Мерцедес) ушли су у трку са 369,5 бодова, остављајући шампионе на нивоу по броју бодова у последњој рунди, први пут од 1974. и други пут у историји спорта. Првенство возача одлучено је у финалној рунди 30. пут, а први пут од 2016. Возач који би узео највише поена освојио би првенство. Да су возачи освојили једнак број бодова, Верстапен би освојио шампионат јер је освојио више трка (девет према Хамилтоновим осам) пре ове трке.
У шампионату конструктора, Мерцедес је водио са 587,5 поена, 28 испред Ред була са 559,5, са 44 још на располагању. Ово је био први пут од 2008. да је финална рунда сезоне одлучила конструкторски шампионат. У средини поредка, Ферари и Макларен у борби за треће место у конструкторима је делило 38,5 поена.
Оштре битке на стази током целе сезоне довеле су до забринутости да би један од возача могао да изазове намерни судар у трци у покушају да освоје шампионат. Шампионску битку 1989. између сувозача из Макларена, Аиртона Сене и Алена Проста, решио је такав инцидент на Великој награди Јапана. Реванш шампионат 1990. са Простом који је сада у Ферарију, завршио се у Сенину корист још једним сударом на трци у Сузуки. Судар Михаела Шумахера са Дејмоном Хилом на Великој награди Аустралије 1994. извео је британца из борбе за титулу те године и неуспешан судар који је спровео Шумахер против Жака Вилнева на Великој награди Европе 1997. довео је до дисквалификације немачког возача из шампионата те године. Као одговор на забринутост, директор трке Мајкл Маси упозорио је да би Верстапен или Хамилтон могли бити предмет даљих санкција од стране ФИА ако један од њих одлучи да произведе намерни судар на крају трке у покушају да произведе повољан резултат у шампионату, до и укључујући дисквалификацију из шампионата или будуће забране трка.

### Избор гума
Једини добављач гума Пирели обезбедио је смеше гума Ц3, Ц4 и Ц5, најмекши избор за употребу у сувим условима.

## Тренинг
Током викенда била су заказана три тренинга. Први је одржана у 13:30 по локалном времену (УТЦ+04:00) у петак, 10. децембра. Други је одржана у 17 часова . Трећи је одржана у 14:00 у суботу 11. децембра. Први тренинг прошао је без инцидената и завршио се тако што је Макс Верстапен поставио најбрже време, а пратили су га Валтери Ботас и Луис Хамилтон. Други тренинг завршен је тако што је Луис Хамилтон најбржи за 0,3 секунде од другопласираног Естебана Окона, Ботас је био трећи најбржи испред Верстапена, 0,6 секунди иза Хамилтона. Кими Рејкeнен се сударио у кривини 14. при крају тренинга, али није повређен.

## Квалификације
Квалификације су почеле у 17:00 по локалном времену у суботу 11. децембра. Први квалификациони део је накратко прекинута након што се возач Хаса сударио са стубом, али је настављен без даљих инцидената, а возачи Мерцедеса, Луис Хамилтон и Валтери Ботас забележили су најбржа времена на сесији. У другом делу квалификација, почетни кругови на гумама средње масе дали су Хамилтону предност од четири десетинке у односу на возача Ред була, Макса Верстапена. Проклизавање у његовом другом летећем кругу довело је до тога да се Верстапен вратио у бокс и пређе на меке гуме. На крају сесије, Верстапен се поправио и поставио прво најбрже време међутим, поправљање времена на бржим гумама са меком мешавином омогућило му је да почне трку у недељу, а Хамилтон је такође био приморан да користи издржљивије гуме средње масе . У трећем и последњем квалификационом делу, Верстапен је успео да искористи заветрину свог колеге Серхија Переза да обезбеди пол позицију за трку, а Хамилтон је могао да заузме само друго место на старту.

### Квалификациона класификација
| Поз.   | Бр. | Возач            | Конструктор  | Квалификациона времена | Квалификациона времена | Квалификациона времена | Стартна позиција |
| Поз.   | Бр. | Возач            | Конструктор  | К1                     | К2                     | К3                     | Стартна позиција |
| ------ | --- | ---------------- | ------------ | ---------------------- | ---------------------- | ---------------------- | ---------------- |
| 1      | 33  | Макс Верстапен   | Ред бул      | 1:23,322               | 1:22,800               | 1:22,109               | 1                |
| 2      | 44  | Луис Хамилтон    | Мерцедес     | 1:22,845               | 1:23,145               | 1:22,480               | 2                |
| 3      | 4   | Ландо Норис      | Макларен     | 1:23,553               | 1:23,256               | 1:22,931               | 3                |
| 4      | 11  | Серхио Перез     | Ред бул      | 1:23,350               | 1:23,135               | 1:22,947               | 4                |
| 5      | 55  | Карлос Саинз     | Ферари       | 1:23,624               | 1:23,174               | 1:22,992               | 5                |
| 6      | 77  | Валтери Ботас    | Мерцедес     | 1:23,117               | 1:23,246               | 1:23,036               | 6                |
| 7      | 16  | Шарл Леклер      | Ферари       | 1:23,467               | 1:23,202               | 1:23,122               | 7                |
| 8      | 22  | Јуки Цунода      | Алфа Таури   | 1:23,428               | 1:23,404               | 1:23,220               | 8                |
| 9      | 31  | Естебан Окон     | Алпин        | 1:23,764               | 1:23,420               | 1:23,389               | 9                |
| 10     | 3   | Данијел Рикардо  | Макларен     | 1:23,829               | 1:23,448               | 1:23,409               | 10               |
| 11     | 14  | Фернандо Алонсо  | Алпин        | 1:23,846               | 1:23,460               | Н/Д                    | 11               |
| 12     | 10  | Пјер Гасли       | Алфа Таури   | 1:23,489               | 1:24,043               | Н/Д                    | 12               |
| 13     | 18  | Ланс Строл       | Астон Мартин | 1:24,061               | 1:24,066               | Н/Д                    | 13               |
| 14     | 99  | Антонио Ђовинаци | Алфа Ромео   | 1:24,118               | 1:24,251               | Н/Д                    | 14               |
| 15     | 5   | Себастијан Фетел | Астон Мартин | 1:24,225               | 1:24,305               | Н/Д                    | 15               |
| 16     | 6   | Николас Латифи   | Вилијамс     | 1:24,338               | Н/Д                    | Н/Д                    | 16               |
| 17     | 63  | Џорџ Расел       | Вилијамс     | 1:24,423               | Н/Д                    | Н/Д                    | 17               |
| 18     | 7   | Кими Рејкенен    | Алфа Ромео   | 1:24,779               | Н/Д                    | Н/Д                    | 18               |
| 19     | 47  | Мик Шумахер      | Хас          | 1:24,906               | Н/Д                    | Н/Д                    | 19               |
| 20     | 9   | Никита Мазепин   | Хас          | 1:25,685               | Н/Д                    | Н/Д                    | 20               |
| Извор: |     |                  |              |                        |                        |                        |                  |

## Трка

### Старт и први кругови
Трка је почела у 17:00 по локалном времену у недељу 12. децембра. Луис Хамилтон је одмах преузео вођство од Макса Верстапена на старту трке, што је навело Верстапена да покуша да поврати своју позицију у кривини 6. Верстапенова путања је избацила Хамилтона са стазе, а британац се поново вратио нешто више испред холандског возача него што је био пре кривине. Тврдећи да је требало да уступи позицију Верстапену, Ред бул је протестовао због тркачке линије коју је заузео Хамилтон, а радио му је речено да је Хамилтон на крају вратио сваку стечену предност. Инцидент је прослеђен редарима, који су закључили да није потребна даља истрага. Хамилтон је затим искористио издржљивост својих гума како би повећао предност у односу на Верстапена, чије су гуме патиле од веће деградације.

### Пит стоп и виртуелни сигурносни аутомобил
Верстапен се зауставио на крају 13. круга, а Хамилтон га је пратио један круг касније, обојица су се определили за сет најтврђих гума. Водећи возачи су уздигли Серхија Переза на прво место, а мексички возач је обавештен да је његова стратегија била да задржи Хамилтона како би омогућио свом сувозачу Верстапену да га сустигне . Хамилтон је сустигао Переза у 20. кругу, живахна одбрана другог возача Ред була омогућила је Верстапену да смањи заостатак. Верстапен на крају није успео да искористи предност, са Хамилтоновим супериорним темпом који је продужио заостатак на четири секунде до средине трке .
У 26. кругу, Кими Рејкенен се сударио са баријерама у 6. кривини, што је довело до његовог повлачења због проблема са кочницама у својој 349. и последњој трци Формуле 1. У истом кругу, Џорџ Расел се повукао у својој последњој трци за Вилијамс због проблема са мењачем. У 35. кругу, Антонио Ђовинаци је повукао свој аутомобил поред стазе због проблема са мењачем, што је покренуло кратак период виртуелног сигурносног аутомобила. Ред бул је искористио ову прилику да ставе Верстапену нови сет гума са тврдом масом без губљења позиције на стази. Мерцедес, није жалио да одустане од позиције на стази, упутио је Хамилтона да остане. Користећи предност свежих гума, Верстапен је постепено смањивао пост-стоп дефицит са седамнаест секунди на једанаест, али не брзином која би била довољна да ухвати Хамилтона пре краја трке.

### Последњи круг
У 53. кругу, судар Николаса Латифија је изазвао сигурносни аутомобил. Хамилтон је поново остао без промене гума, док је Верстапен ставио нови сет најмекших доступних гума. Перез се повукао под сигурносним возилом због притиска уља. После Верстапеновог заустављања у боксу, задржао је друго место, али са пет болида у кругу (Ланда Нориса, Фернанда Алонса, Естебана Окона, Шарла Леклерка и Себастијана Фетела) које је имао између себе и Хамилтона (у првом). Пошто су остатке Латифијеве несреће чистили редари, возачи који су у кругу били у почетку су обавештени да им неће бити дозвољено да се врате у круг. Током 57. круга, директор Ред бул тима Кристијан Хорнер питао је директора трке Мајкла Масија зашто возила која заостају се не враћају у круг. Маси је затим дао упутство да се само пет аутомобила између Хамилтона и Верстапена врате у круг.
Одмах након што је Фетел прошао поред сигурносног аутомобила да би се придружио водећем кругу, контрола трке је објавила да ће сигурносни аутомобил ући у бокс на крају круга како би омогућио последњи круг трке са зеленом заставом, што је довело до љутих приговора директора Мерцедес тима Тота Волфа. У последњем кругу, Верстапен је искористио своје свеже меке гуме да прође Хамилтона у 5. кривини и преузме вођство у трци. Одбио је Хамилтонове контранападе да би победио у трци и освојио прву титулу, са Хамилтоном на другом и возачем Ферарија, Карлосом Саинзом на трећем месту. Мерцедес је освојио довољно бодова да освоји своју осму узастопну титулу конструктора, продужавајући сопствени рекорд. Волф је преко радија апеловао на Масија да врати редослед претпоследњег круга, на шта је Маси одговорио: „Тото, то се зове мототрка, ок, [ми] смо ишли на ауто трке“.

### Мерцедесови протести после трке
Мерцедес је протестовао због резултата трке по две тачке. Због Верстапеновог претицања под сигурносним аутомобилом супротно члану 48.8 спортских прописа Формуле 1, и да верују да директор трке Мајкл Маси није следио исправну процедуру из члана 48.12 тако што је само дозволио да се врате у круг возила између Верстапена и Хамилтона пре поновног старта на крају 57. круга, упркос томе што су првобитно одбили захтеве Ред була да то ураде. Први протест је одбачен пошто су судије одлучиле да Верстапен који је био испред Хамилтона током процедуре поновног покретања сигурносног аутомобила не представља претицање.
Друго питање је било спорније, јер је Мерцедес узео адвоката за протест. Мерцедес је тврдио да ако је порука за претицање аутомобила у кругу издата у складу са чланом 48.12, онда се од свих аутомобила у кругу захтева да се отклоне, и да је безбедносни аутомобил морао да сачека до краја следећег круга да би се вратио у пит лејн, ако је овај процес испоштован, Мерцедес је навео да би Хамилтон победио у трци, а самим тим и у шампионату, и затражио да се класификација као таква измени. Ред бул је тврдио да а) пропис наводи да „било који аутомобил“, а не „сви аутомобили“ морају да претичу према члановима 48.12; 48.13, који регулише повлачење сигурносног аутомобила, замењује члан 48.12; ц) Члан 15.3 даје директору трке преовлађујуће овлашћење над коришћењем сигурносног аутомобила и д) резултат трке се не би променио да је свих осам аутомобила у кругу било дозвољено да се одвоје. Маси је тврдио да је принцип иза члана 48.12 био да се уклоне аутомобили који су "ометали" возаче који се тркају у водећем кругу и да су се сви тимови у принципу сложили да се трка заврши под тим условима.
Референт стазе ће радити у сталној консултацији са директором трке. Директор трке има превасходна овлашћења у следећим стварима и службеник стазе може издавати наређења у вези са њима само уз његов изричит пристанак: ... е) Употреба сигурносног аутомобила.

Ако службеник стазе сматра да је безбедно да то уради, а порука „ЗАБРАНА ВОЗИЛА САД МОЖЕ ПРЕТИЦАТИ“ је послата свим такмичарима преко званичног система за размену порука, сви аутомобили које је вођа прешао ће морати да прођу аутомобили у водећем кругу и сигурносни аутомобил. ...
Након што су претекли аутомобиле у главном кругу и сигурносни аутомобил, ова кола би затим требало да иду око стазе одговарајућом брзином, без претицања, и уложе све напоре да заузму позицију на задњем делу колоне иза сигурносног аутомобила. ... Осим ако службеник стазе сматра да је присуство сигурносног аутомобила и даље неопходно, када последњи круг кола прође лидера, сигурносни аутомобил ће се вратити у бокс на крају следећег круга.

Када службеник стазе одлучи да је безбедно позвати безбедносни аутомобил, порука "СИГУРНОСНО ВОЗИЛО У ОВОМ КРУЖУ" ће бити послата свим такмичарима преко званичног система за размену порука и наранџаста светла аутомобила ће се угасити. Ово ће бити сигнал такмичарима и возачима да ће на крају тог круга ући у бокс. У овом тренутку први аутомобил у реду иза сигурносног аутомобила може диктирати темпо и ако је потребно, пасти више од десет дужина аутомобила иза њега. ... Како се сигурносни аутомобил приближава улазу у бокс, СЦ табле ће бити повучене, осим у последњем кругу квалификационе сесије спринта или трке, када се лидер приближи линији, жуте заставице ће бити повучене и зелена застава / или зелена лампица ће бити приказана на линији.— Чланови 15.13, 48.12 и 48.13, Спортски прописи Формуле 1 2021.
Други протест је такође одбачен, судије су одлучиле да иако члан 48.12 није примењен у потпуности, аргумент Ред була да члан 48.13 и члан 15.3 превазилазе то правило је тачан и да би брисање последњег круга „ефикасно [скратило] трку ретроспективно“ и стога је неприкладан. Пошто су протести одбачени, Верстапен је привремено потврђен за светског шампиона, до жалбе. Мерцедес је уложио намеру да се жали Међународном апелационом суду ФИА наводећи потенцијална кршења члана 15 Међународног спортског кодекса и члана 10 ФИА-иног судског и дисциплинског кодекса, а тиму је дато 96 сати након завршетка трке да одлучи да ли желе да одведу ствар даље . Мерцедес је 16. децембра најавио прекид протеста.

### Реакције после трке
У радио поруци у последњем кругу свом инжењеру трке Питеру Бонингтону која није пуштена на телевизијском каналу, Хамилтон је рекао да је резултат трке „изманипулисан“. Расел, који ће бити Хамилтонов сувозач у Мерцедесу за 2022. назвао је одлуку о завршетку трке директора трке Мајкла Масија „неприхватљивом“. Норис, који се налазио испред пет аутомобила којима је било дозвољено да се врате, рекао је да је одлука да се поново трка у последњем кругу донета "за ТВ", а Алонсо, Окон, Леклерк и Фетел, возачи остала четири аутомобила у колони, такође је изразио збуњеност због изненадног упутства да се врате у круг. Данијел Рикардо, који се налазио одмах иза Верстапена током периода безбедносног возила и није му било дозвољено да се врати, рекао је да је остао без речи на инструкције, посебно зато што му то није дозвољавало да се трка и са пет аутомобила на новијим меким гумама, а Саинз, који је био позициониран иза возила Рикарда и Ланса Строла након поновног покретања и био под притиском Јукија Цуноде, Пјера Гаслија и Валтерија Ботаса, сматра да је одлука да се настави трка у тим околностима „скоро коштала неговог подијума".
Масијеве одлуке су критиковане на друштвеним мрежама и од стране возача трка као необичне и изазивају узбуђење. Бивши светски шампион Дејмон Хил је прокоментарисао да се та одлука појавила без преседана, наводећи да је то "нови начин вођења спорта, где директор трке може да доноси ове ад хок одлуке". Бивши светски шампион Нико Розберг сматра да Маси "није поштовао правила" и да је Кристијан Хорнер захтевао од Масија "још један круг трке" преко радија било неприкладно, али је саосећао са Масијем, коментаришући: „Цео свет га гледа и он мора да одлучи у наредних 15 секунди шта ради." Пишући за Фок Спортс, Џек Остин је изјавио да је Формула 1 "пројектовала" завршетак како би повећала узбуђење гледалаца. Џордан Бјанки из Атлетика поновио је сличан став, сугеришући да је Масијева одлука била да обезбеди да „Нетфликс добије још једну сочну причу за следећу сезону Драјв ту сурвајв“ и довео је у питање његову способност да ефикасно води трку. Пишући за Тајмс, Мет Дикинсон је рекао да протести због неправде долазе из британске перспективе и да навијачи у другим деловима света не деле уверење да су Масијеви позиви били неправедни према Хамилтону. Иако се Дикинсон сложио да процес суђења треба темељно преиспитати, он је одбацио притужбе да је одлука донета ради забаве, рекавши да су „правила у спорту измишљена — и да се често прилагођавају да спорт учине забавнијим — и не треба да се претварамо да постоји само једна перспектива правде, или да је спорт бескрајна потрага за праведношћу."
Холандски лист НРЦ Ханделсблад приметио је улогу коју је срећа играла током целе сезоне и да није Верстапен крив што је његова победа „постала контроверзна“. У Де Фолкскранту је уочена потреба за контролом трке како би се одлуке доносиле брзо и под притиском. Такође је напоменуто да је Масијева одлука да дозволи неким, али не свим аутомобилима да се раздвоје иза сигурносног аутомобила, била је у супротности са коментаром који је дао медијима након Велике награде Ајфела 2020. где је рекао да „постоји захтев у спортским прописима да се махне свим заосталим аутомобилима“. Насупрот томе, Хорнер је бранио Масијево одлучивање, рекавши да је Мерцедес изгубио трку због тактичке грешке, а не због Масијевог одлучивања. Четвороструки светски шампион Себастијан Фетел је такође стао у одбрану Масија и судија, коментаришући: „Свако има своје мишљење, мислим да оставите судије на миру, довољно је тешко и онако. У идеалном случају бисмо желели више доследности, али постоји и људска страна, тако да је вероватно тешко одлучити 100% исправно, али то мора да буде наш циљ, тако да морамо да видимо шта можемо да побољшамо." Николас Латифи се извинио што је изазвао несрећу, што је довело до контроверзног периода безбедоносних аутомобила, због чега је добио злостављање и претње смрћу од неких навијача на друштвеним мрежама.
Хамилтон и његов отац Ентони честитали су Верстапену и његовој породици на освојеној првој титули.

### Истрага ФИА
ФИА је 15. децембра 2021. објавила да ће истражити ток трке са циљем да сазна шта се догодило и да утврди да ли су потребна прилагођавања процедуре за безбедност аутомобила. У истом саопштењу ФИА је навела да су неспоразуми између тимова, возача и навијача "упрљали имиџ" светског шампионата возача. Говорећи 17. децембра 2021. председник ФИА Мохамед бин Сулајем је наговестио да размишља о изменама како би се избегао такве контроверзе у будућности и није искључио могућност смене Мајкла Масија са његове улоге директора трке Формуле 1, али је рекао да жели да успостави пун степен о ономе што се догодило у Абу Дабију пре доношења било какве коначне одлуке.

### Тркачка класификација
| Поз.                                                        | Бр. | Возач            | Конструктор  | Кругова | Време/Разлика | Место | Поени |
| ----------------------------------------------------------- | --- | ---------------- | ------------ | ------- | ------------- | ----- | ----- |
| 1                                                           | 33  | Макс Верстапен   | Ред бул      | 58      | 1:30:17,345   | 1     | 261   |
| 2                                                           | 44  | Луис Хамилтон    | Мерцедес     | 58      | +2,256        | 2     | 18    |
| 3                                                           | 55  | Карлос Саинз     | Ферари       | 58      | +5,173        | 5     | 15    |
| 4                                                           | 22  | Јуки Цунода      | Алфа Таури   | 58      | +5,692        | 8     | 12    |
| 5                                                           | 10  | Пјер Гасли       | Алфа Таури   | 58      | +6,531        | 12    | 10    |
| 6                                                           | 77  | Валтери Ботас    | Мерцедес     | 58      | +7,463        | 6     | 8     |
| 7                                                           | 4   | Ландо Норис      | Макларен     | 58      | +59,200       | 3     | 6     |
| 8                                                           | 14  | Фернандо Алонсо  | Алпин        | 58      | +1:01,708     | 11    | 4     |
| 9                                                           | 31  | Естебан Окон     | Алпин        | 58      | +1:04,026     | 9     | 2     |
| 10                                                          | 16  | Шарл Леклер      | Ферари       | 58      | +1:06,057     | 7     | 1     |
| 11                                                          | 5   | Себастијан Фетел | Астон Мартин | 58      | +1:07,527     | 15    |       |
| 12                                                          | 3   | Данијел Рикардо  | Макларен     | 57      | +1 круг       | 10    |       |
| 13                                                          | 18  | Ланс Строл       | Астон Мартин | 57      | +1 круг       | 13    |       |
| 14                                                          | 47  | Мик Шумахер      | Хас          | 57      | +1 круг       | 19    |       |
| 152                                                         | 11  | Серхио Перез     | Ред бул      | 55      | Притисак уља  | 4     |       |
| Оду                                                         | 6   | Николас Латифи   | Вилијамс     | 50      | Инцидент      | 16    |       |
| Оду                                                         | 99  | Антонио Ђовинаци | Алфа Ромео   | 33      | Хидраулика    | 14    |       |
| Оду                                                         | 63  | Џорџ Расел       | Вилијамс     | 26      | Мењач         | 17    |       |
| Оду                                                         | 7   | Кими Рејкенен    | Алфа Ромео   | 25      | Кочнице       | 18    |       |
| ППТ                                                         | 9   | Никита Мазепин   | Хас          | —3      | Корона вирус  | —3    |       |
| Најбржи круг: Макс Весртапен (Ред бул) – 1:26,103 (круг 39) |     |                  |              |         |               |       |       |
| Извор:                                                      |     |                  |              |         |               |       |       |

Напомене
- ^1  – Укључује један бод за најбржи круг.
- ^2  – Серхио Перез је био класификован, пошто је прешао више од 90% трке.[57]
- ^3  – Никита Мазепин се повукао пре трке пошто је био позитиван на корона вирус. Његово место на старту је остало празно.[59]

## Поредак шампионата после трке
|           | Поз. | Возач          | Поени |
| --------- | ---- | -------------- | ----- |
| Unchanged | 1    | Макс Верстапен | 395.5 |
| Unchanged | 2    | Луис Хамилтон  | 387.5 |
| Unchanged | 3    | Валтери Ботас  | 226   |
| Unchanged | 4    | Серхио Перез   | 190   |
| 2         | 5    | Карлос Саинз   | 164.5 |

|           | Поз. | Конструктор | Поени |
| --------- | ---- | ----------- | ----- |
| Unchanged | 1    | Мерцедес    | 613.5 |
| Unchanged | 2    | Ред бул     | 585.5 |
| Unchanged | 3    | Ферари      | 323.5 |
| Unchanged | 4    | Макларен    | 275   |
| Unchanged | 5    | Алпин       | 155   |

- Напомена: Укључено је само првих пет позиција за оба поретка.

## Напомена
1. ↑  Првобитно је планирано да се у сезони 2021. возе 23 трке,[1] али су, због пандемије ковида 19, неке трке отказане, друге додате у календар и вожене су 22 трке.[2][3]